# Hamburg International
Hamburg International (code AITA : 4R ; code OACI : HHI) était une compagnie aérienne allemande, fondée en 1998, assurant des vols intérieurs et internationaux, ainsi que des vols à la demande pour le compte de voyagistes. Son siège est à Hambourg. Elle s'est déclaré en faillite le 20 octobre 2010.

## Flotte
- 8 Airbus A319
- 1 Boeing 737-700 Next Gen